# Seitseminen
Seitseminen, plným jménem Seitsemisen kansallispuisto je národní park v západním Finsku v provincii Pirkanmaa. Leží na územích obcí Ikaalinen a Kuru. Byl založen v roce 1982 a rozšířen v roce 1989. Rozkládá se na ploše 45,5 km². V parku je asi 60 km značených stezek.
Park je známý pro své jehličnaté tajgové lesy. Nejvýznamnější oblast je Multiharju, ve které se nesmí scházet ze stezek. V dalších dvou oblastech je pohyb omezen od dubna do konce července. Turistickou atrakcí je i farma Kovero založená roku 1859 a fungující v létě jako skanzen. Vzhledem odpovídá třicátým létům 20. století. V parku je také centrum pro návštěvníky.
Park disponuje dostatečným množstvím míst pro stanování a kempování s kvalitním zázemím. Nejjednodušší přístup do parku je ze silnice 332 z Kuru do Parkana.